# Velocità di taglio

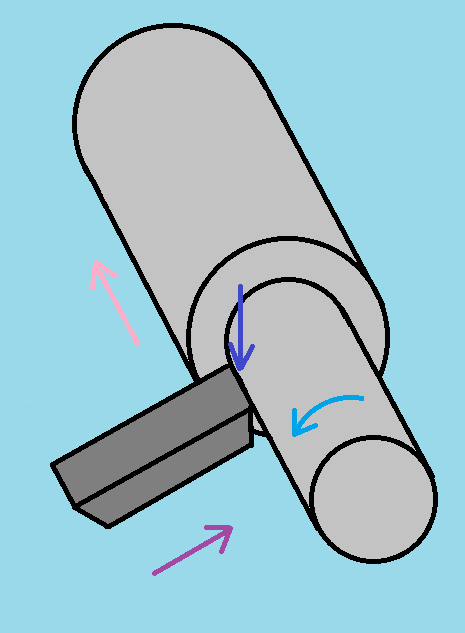

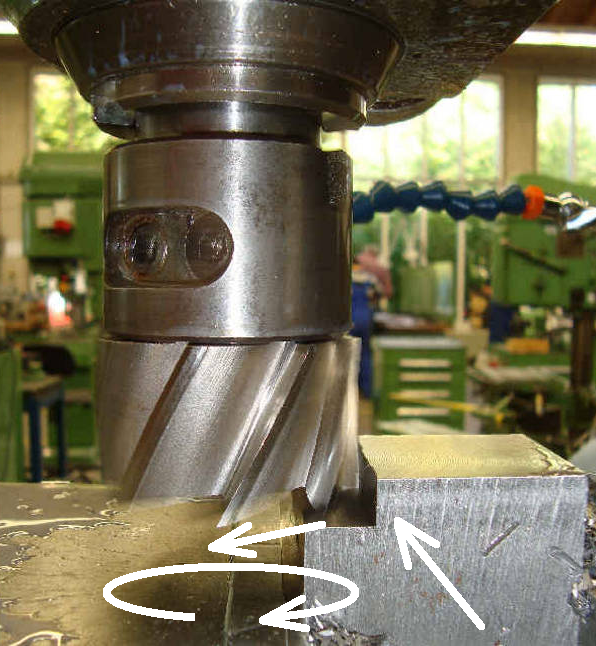

La velocità di taglio è la velocità relativa con la quale un utensile (in macchine come fresatrici, alesatrici, trapani) affronta il materiale da asportare, cioè la velocità del moto di taglio. Si esprime in metri al minuto.
Per la tornitura, ad esempio, si calcola nel seguente modo:
{\displaystyle v_{t}={\frac {\pi \cdot D\cdot n}{1000}}}
{\displaystyle n} : velocità di rotazione (giri/min)

{\displaystyle v_{t}} : velocità di taglio (m/min)

{\displaystyle \pi } : 3,14159

{\displaystyle D} : diametro (mm)
I valori di D e di n possono essere riferiti o all'utensile o al pezzo, a seconda delle lavorazioni.
La velocità di taglio si trova in tabelle e questi valori sono basati sulla durata dell'utensile. Infatti l'utensile deve poter durare affilato per 60-90 minuti di lavoro.
In generale, la velocità di taglio è tabulata in funzione della durezza del materiale. Materiali duri si tagliano con basse velocità. Materiali dolci si tagliano con alte velocità.
Questo perché, per materiali dolci, si verifica il fenomeno dell'"impastamento": ovvero l'adesione all'utensile del materiale asportato. Tale fenomeno comporta una variazione dell'angolo di spoglia del tagliente e di conseguenza una forte perdita di efficacia dell'azione di taglio. Tale fenomeno si riduce, fino alla sua eliminazione, aumentando la velocità di taglio. In tal modo aumenta la velocità di deformazione del materiale lavorato e lo stesso tende ad incrudire, allontanandosi dallo stato pastoso. Si può così formare un truciolo simile a quello dei metalli duri, che non si impasta con l'utensile.